# Abapeba luctuosa
Abapeba luctuosa là một loài nhện trong họ Corinnidae.
Loài này thuộc chi Abapeba. Abapeba luctuosa được Frederick Octavius Pickard-Cambridge miêu tả năm 1899.